# Dominikanerkirche (Bozen)

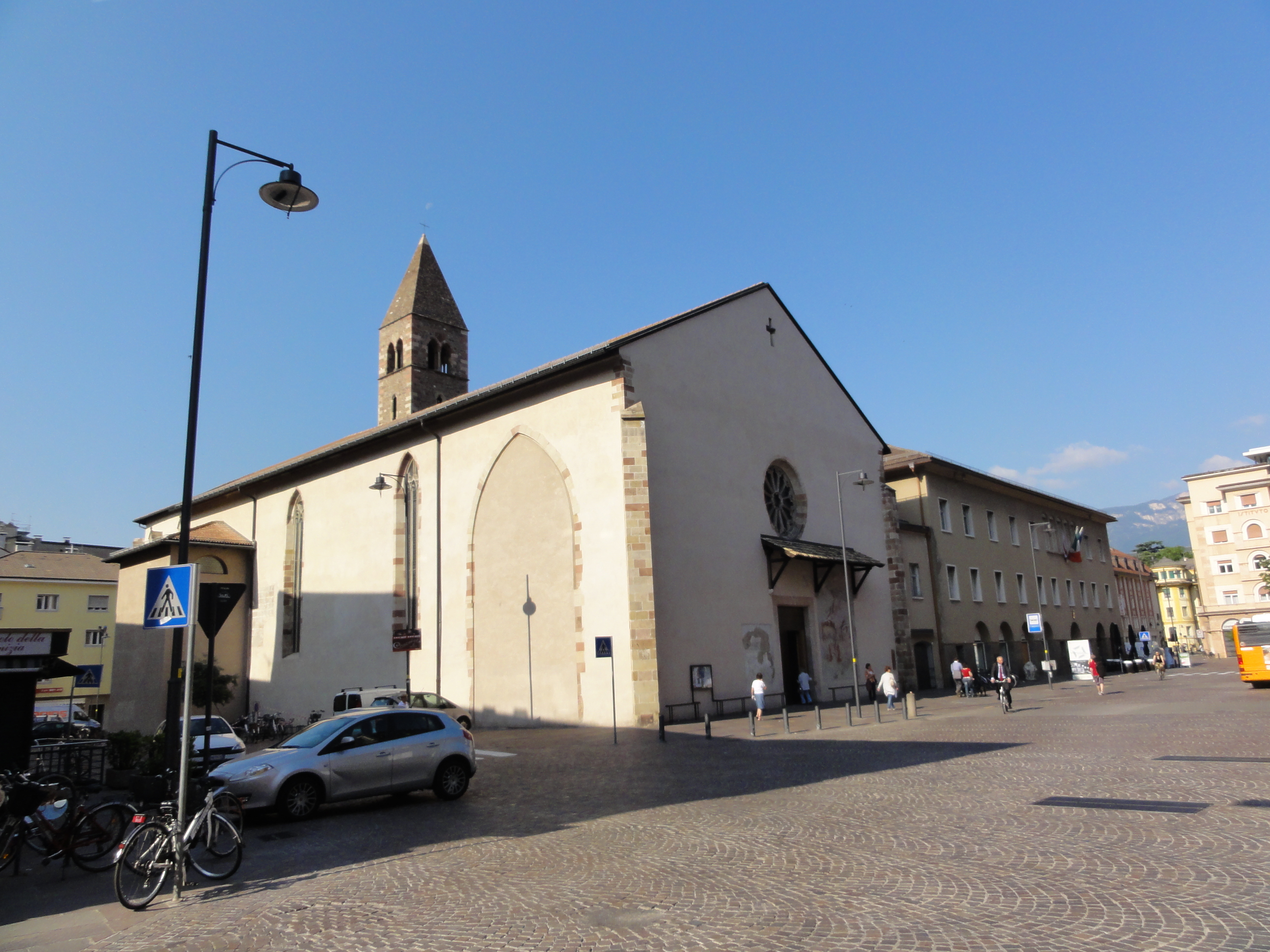
Dominikanerkirche in Bozen

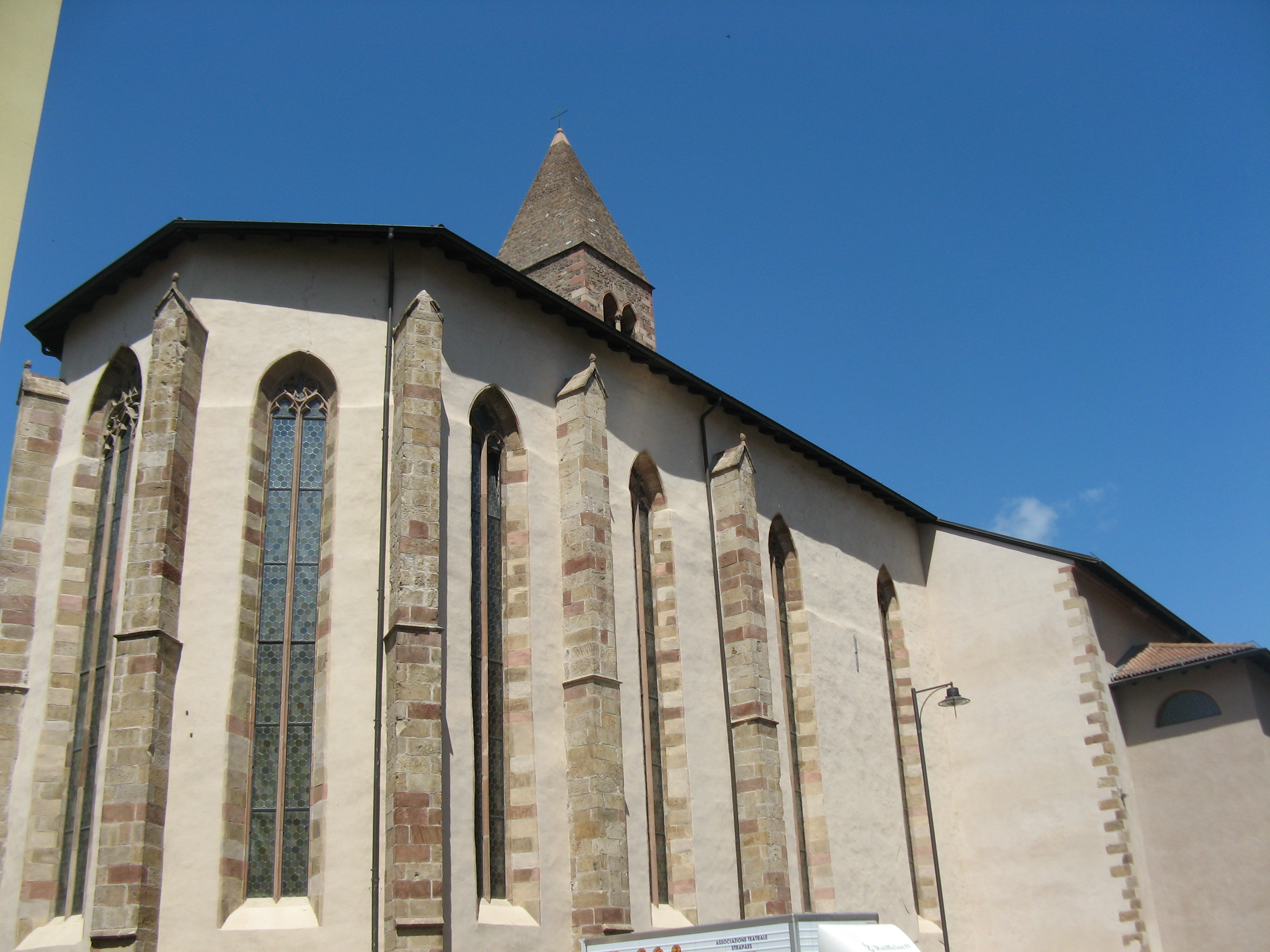
Chor der Dominikanerkirche

Die Dominikanerkirche mit ihrem ehemaligen Kloster ist eines der kunsthistorisch bedeutendsten Bauwerke der Südtiroler Landeshauptstadt Bozen. Die römisch-katholische Kirche, die der Seelsorge der italienischsprachigen Bevölkerung dient und dem Hl. Dominikus geweiht ist, liegt am Dominikanerplatz 1 im Stadtteil Zentrum-Bozner Boden-Rentsch. Kunstgeschichtlich zählt ihr Mönchschor zu den frühesten Zeugnissen gotischer Sakralarchitektur in Tirol. Die gotischen Wandmalereien in Kirche und Kreuzgang zwischen 1320 und 1520 sind die bedeutendsten ihrer Art in Bozen, während das Altarbild des Guercino im Langhaus ein hochrangiges Beispiel des italienischen Barock darstellt.

## Geschichte
Der Orden der Dominikaner wird erstmals 1272 in Bozen erwähnt, wo er sich südlich der Stadtmauer in der Nähe des Eisack ansiedelte. Die Mönche kamen vermutlich aus dem Konvent von San Lorenzo in Trient und führten ein Empfehlungsschreiben Bischof Leo Thundorfers von Regensburg aus dem Jahr 1273 mit sich. Der erste Prior des Klosters war aller Wahrscheinlichkeit nach Heinrich von Burgeis, der auch als Verfasser der poetischen Beicht- und Bußpredigt Der Seele Rat hervortrat. 1276 wird die erste, dem Erlöser geweihte Kirche urkundlich genannt. 1287 wird erstmals im Zusammenhang mit der Niederlassung der Dominikaner von einem Konvent gesprochen, als Meinhard II. Zollfreiheit auf Lebensmittel und Kleidung gewährte.
Um 1300 wurde mit dem Bau der neuen, heutigen Kirche begonnen, in der Anna von Böhmen, die erste Gemahlin des Tiroler Landesfürsten Heinrich, 1313 bestattet wurde. Nur wenig später ließ Giovannino de’ Rossi, dessen Vater aus Florenz nach Bozen gekommen war, westlich des Chors die Johanneskapelle errichten, in der er auch 1324 bestattet wurde. Sein Sohn, der sich Botsch nannte, gab den Auftrag zur Ausmalung der Kapelle mit Fresken und zur Errichtung des Turmes über dem nördlichen Kapellenjoch. Um diese Zeit wurden auch westlich der Johanneskapelle Sakristei, Kapitelsaal und Kreuzgang errichtet. Die bis um 1350 entstandenen Kapellen an der Ostwand des Langhauses wurden im 19. Jahrhundert entfernt. In der 2. Hälfte des 15. Jahrhunderts brachten Adel und Bürgertum die finanziellen Mittel zur Einwölbung des Langhauses und des Kreuzgangs auf. Diese Arbeiten wurden unter der Leitung von Hans Hueber aus Villach durchgeführt. Ab 1488 ist eine eigene St. Sebastians-Bruderschaft am Dominikanerkonvent bezeugt, deren Mitglieder zu den wichtigsten Bozner Patrizierfamilien wie etwa den Kiesfelder, Lantramer oder Truefer zählten.
Im 16. Jahrhundert schritt der Niedergang des Klosters so weit fort, dass der Landeshauptmann von Tirol im Jahr 1600 vorschlug, es den Jesuiten zu übergeben. Doch schon 1643 richteten die Dominikaner hier eine philosophisch-theologische Hochschule ein. Sie zählten zu dieser Zeit 24 Ordensbrüder. Damals wurden die spätgotischen Pfeiler im Langhaus und die Bogen zu den Seitenkapellen mit barocken Stuckkapitellen versehen. 1730/40 erneuerte man den Chor im Rokokostil.
Am 19. Februar 1784 wurde das Kloster durch Kaiser Joseph II. aufgehoben. Kunstwerke, Bücher und Archivalien wurden verkauft oder auch zerstört, die Gebäude selbst zunächst als Kaserne genutzt. Im Laufe des 19. Jahrhunderts diente das Kloster nacheinander als Militärmagazin, Militärbäckerei und als Schule. Während des Ersten Weltkrieges war hier ein Lazarett untergebracht, in dem der bedeutende Arzt Lorenz Böhler wirkte und grundlegende neue Erkenntnisse der Unfallchirurgie gewann. Eine Gedenktafel erinnert daran.
Die neue italienische Verwaltung plante nach 1918 mittels des Denkmalamtes Trient, die ehemalige Dominikanerkirche wieder für Kultzwecke zu verwenden. Aus Mangel an Geldmitteln konnte aber erst 1935 mit den entsprechenden Arbeiten begonnen werden, die nur langsam vorankamen. Noch vor Abschluss der Arbeiten zerstörten amerikanische Fliegerbomben 1944 das Kirchengebäude und den Turm. Nachdem Chor und Johanneskapelle notdürftig gesichert worden waren, kam es erst 1960–1962 zum Wiederaufbau von Langhaus und Turm. Die weiteren Restaurierungsarbeiten wurden 2008 abgeschlossen. Ein Teil des Klosters wird heute als Musikkonservatorium Claudio Monteverdi genutzt, wo der international renommierte Internationale Klavierwettbewerb Ferruccio Busoni stattfindet. In einem anderen Teil ist die Stadtgalerie untergebracht.

## Baubeschreibung

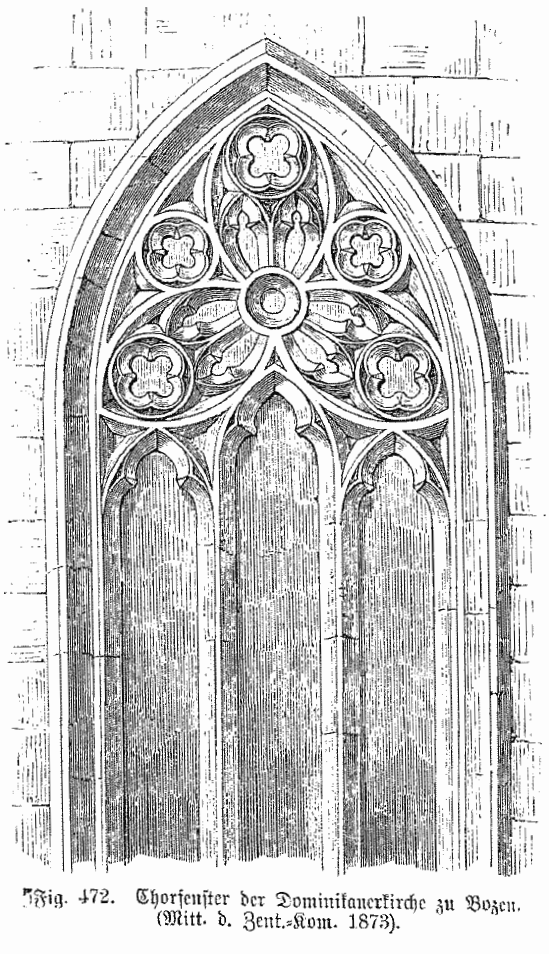
Spätgotisches Maßwerkfenster am Ostchor der Dominikanerkirche, nach Karl Atz, Kunstgeschichte Tirols und Vorarlbergs (1909)

### Äußeres
Die Fassade der Nordseite der Kirche liegt heute direkt am Dominikanerplatz; ursprünglich lag sie in einem ummauerten Vorhof. An den Ecken befinden sich zwei Strebepfeiler, in der Mitte liegt das Hauptportal, von einem Vordach geschützt, und über ihm eine spätgotische Rosette. Rechts neben dem Tor ist ein Fresko mit der Darstellung des Marientodes aus dem 3. Viertel des 15. Jahrhunderts, das Leonhard von Brixen zugeschrieben wird. Fresken darüber mit einer Marienkrönung und links vom Tor, die drei Heilige darstellten, sind bis auf kümmerliche Reste verloren.
An der Fassade der Ostseite ist ein hoher Spitzbogen zu sehen, der zur ehemaligen Nikolauskapelle führte. Weiters sind zwei Spitzbogenfenster und ein kleiner Rest des spätgotischen Fugennetzes sichtbar, mit dem ursprünglich die Fassade überzogen war. Ein kleiner Anbau stammt aus dem Jahr 1972.
Die Chorseite besitzt Strebepfeiler und acht Spitzbogenfenster aus dem frühen 14. Jahrhundert. Unter ihnen ist das Fenster in der Mittelachse hervorzuheben, das drei Bahnen und besonders feines Maßwerk aufweist.

### Innenraum

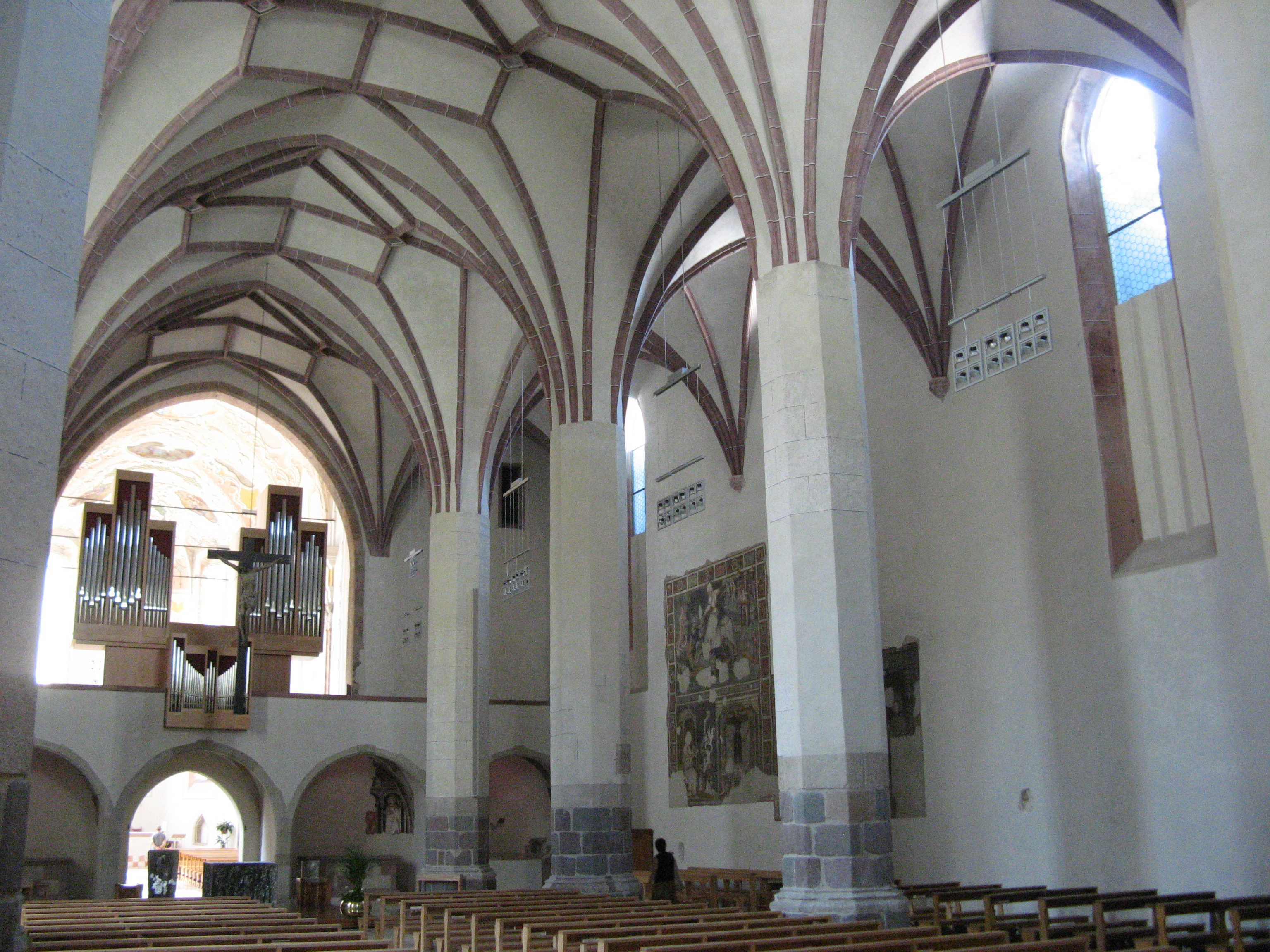
Das Innere des Langhauses mit dem abschließenden Lettner

Das Langhaus liegt tiefer als das Straßenniveau und wird durch das 2008 von Igino Legnaghi geschaffene Hauptportal über neuere Stufen betreten. Die dreischiffige Hallenkirche ist durch zwei Reihen von jeweils vier achteckigen Pfeilern gegliedert, die zusammen mit zwei Halbpfeilern im Norden und Konsolen an den Längsseiten das Gewölbe tragen. Die rot bemalten Rippen sind symmetrisch gestaltet. Am dritten Pfeiler rechts erkennt man die Jahreszahl 1468 am Wappen des Anton Minnig; dieses Datum markiert den Beginn des spätgotischen Umbaus der Kirche. Im Süden schließt ein rekonstruierter Lettner mit vier kleinen Kapellen das Langhaus gegen den Chor hin ab. Davor liegt an der Ostwand der Bogen zur ehemaligen Thomaskapelle, hinter dem heute ein Anbau von 1972 steht.
Durch den Bogen des Lettners gelangt man in den Chor, dessen schmale und hohe Gestaltung mit drei Jochen und 5/8-Schluss die spätgotischen Proportionen erkennen lässt. Die gesamte Oberfläche wurde aber im Rokoko-Stil überformt, also die Rippen des Gewölbes entfernt und durch reiche Stuckdekorationen ersetzt sowie statt der Konsolen Stuckkapitelle auf Wandpfeilern errichtet. Die Stuckdekorationen werden Hannibal Bittner aus Kärnten und die Malereien Giacomo Antonio Delai zugeschrieben. Bei der Restaurierung zwischen 1935 und 1943 hat man darauf verzichtet, den Chor wieder in seinen spätgotischen Zustand zurückzuversetzen, eine zu dieser Zeit eher unübliche Vorgangsweise. Es wurde lediglich das vermauerte Maßwerk der Fenster wieder freigelegt. Da das Gewölbe 1944 durch eine Bombe zerschlagen worden war, hat man die Stuckdekorationen 1986/87 rekonstruiert, zwei der zerstörten Deckenbilder wurden 2004 von Robert Scherer neu gemalt.
Im Chor befindet sich der renaissancezeitliche Epitaph (1530) des Tiroler Landeshauptmanns Leonhard von Völs und seiner dritten Ehefrau Ursula von Montfort.

### Ausstattung

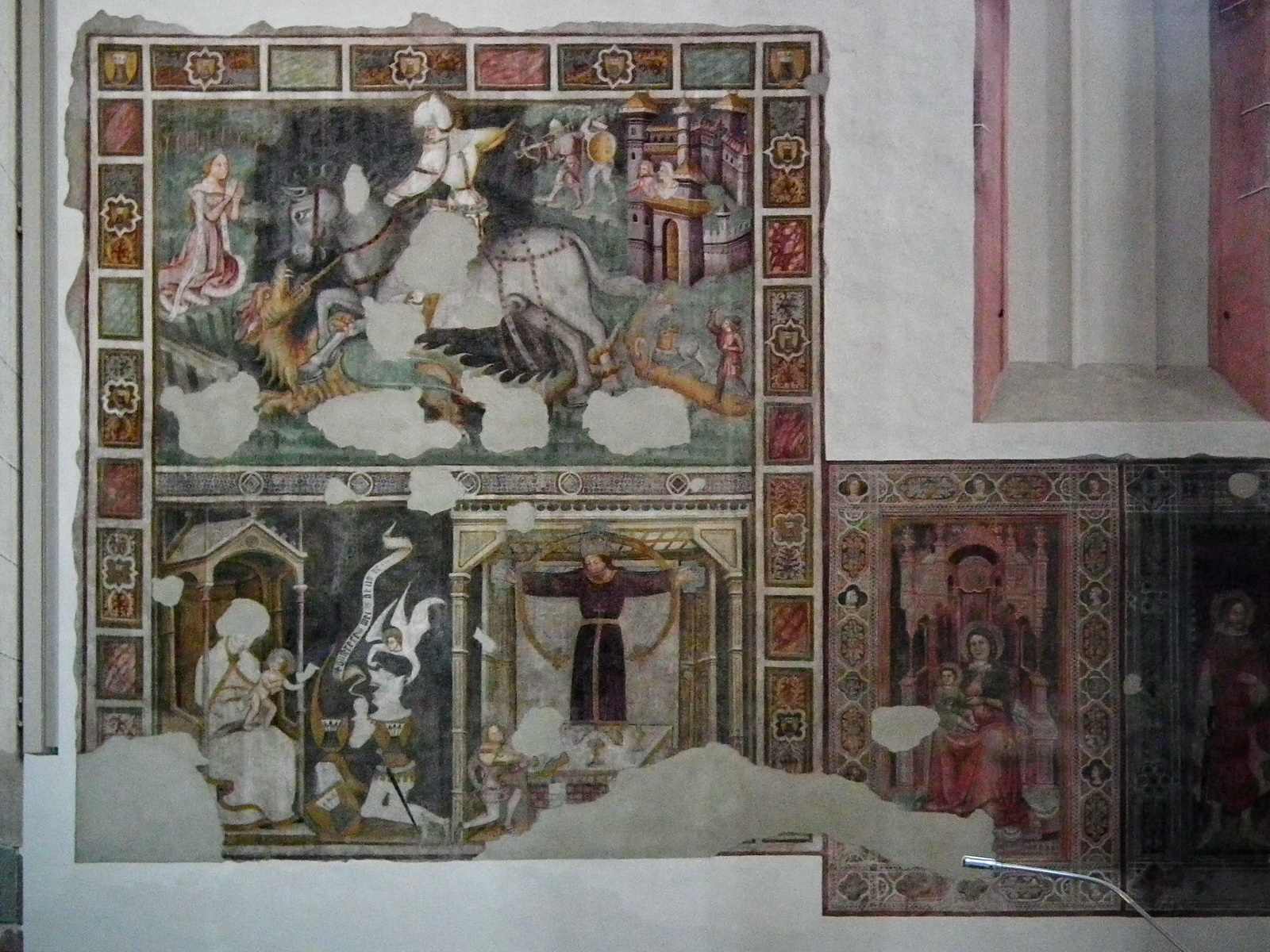
Fresken an der Westwand des Langhauses

Die ursprüngliche Ausstattung wurde durch die Klosteraufhebung und die Kriegsschäden weitgehend zerstört. Im Chor hängt über dem Altartisch ein aus Silber getriebenes Kruzifix von Igino Legnaghi aus der Zeit um 1965. Der Volksaltar befindet sich im Langhaus vor dem Lettner und wurde von Paul de Doss Moroder aus St. Ulrich in Gröden 2008 geschaffen. Ein bedeutendes Ausstattungsstück ist der Altar aus der ehemaligen Merkantilkapelle, im Anbau an der Ostseite. Ihn schuf 1641 der Architekt Mattia Pezzi aus Marmor mit vier Säulen und gesprengtem Segmentgiebel. Das Altarbild der nordseitigen Merkantilkapelle wurde vom Merkantilmagistrat Bozen 1654 bei Guercino in Auftrag gegeben und von diesem 1655 gemalt. Es stellt die wunderbare Erscheinung des hl. Dominikus in Soriano dar. Domenico Tomezzoli stellte 1684 die Skulpturen Glaube und Hoffnung sowie zwei Engel und die Reliefs mit den Wappen des Merkantilmagistrats her. Weiter im Norden an der Ostwand stehen zwei Holzskulpturen der Maria und des Hl. Antonius von Padua aus Gröden, dazwischen das Bild von Giuseppe Tortelli aus dem Jahr 1720, das ebenfalls Maria mit Kind und den Hl. Antonius darstellt. An der Nordwand befinden sich zwei barocke Grabsteine von Hans Kramer 1706 und Johannes Schaitter 1661.
Das Langhaus der Kirche war fast zur Gänze mit Fresken ausgemalt. Trotz der Zerstörungen des Krieges haben sich dennoch einige von ihnen erhalten. So sind an der Nordwand noch die Reste eines zwölfteiligen Zyklus über Antonius Eremita und ein großer Christophorus um 1500 zu sehen, während der Zyklus des Paduaner Malers Guariento di Arpo fast gänzlich zerstört ist. An der Westwand sind im ersten Bildfeld vier Heilige (Laurentius, eine Unbekannte, Margaretha und Oswald) aus der Zeit um 1400 dargestellt. Darauf folgt eine thronende Madonna, die von einem der Herren von Castelbarco gestiftet und von einem Veroneser Maler 1379 geschaffen wurde. Das nächste Bildfeld ist dreiteilig und zeigt eine sitzende Madonna, vor der ein Stifter in voller Rüstung kniet, das Volto Santo von Lucca mit dem bekleideten Christus am Kreuz, der dem Spielmann Genesius einen seiner Schuhe auf den Altar gelegt hat, und den Drachenkampf des Hl. Georg. Im letzten Bildfeld sieht man die Heiligen Antonius, Barbara und Georg, der den Ritter Blasius von Castelnuovo der Gottesmutter empfiehlt; es wurde 1404 von Hans Stotzinger gemalt. Am Lettner sind in der zweiten Kapelle Fragmente erhalten, darunter eine Hl. Maria Magdalena, und in der vierten Kapelle drei Apostel vom Meister der Urbanslegende. An der Ostseite schließlich sind Brustbilder von Aposteln und Heiligen aus der Zeit um 1330 zu erkennen.

### Johanneskapelle

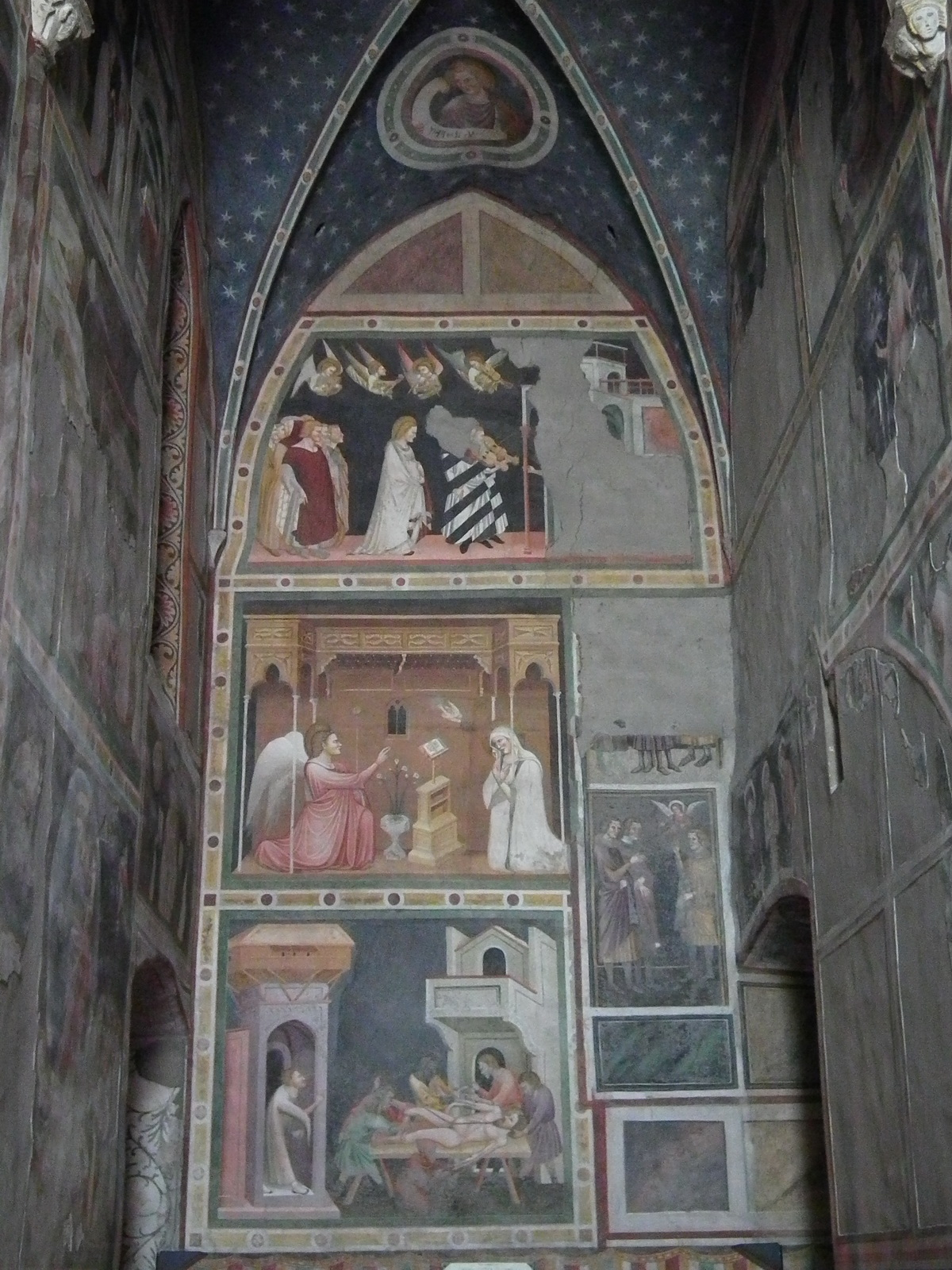
Nordwand der Johanneskapelle

Die Johanneskapelle ist der wertvollste Teil der ganzen Anlage, ihre Wandmalereien sind über Südtirol hinaus von überregionaler Bedeutung. Die Kapelle hat das Aussehen des frühen 14. Jahrhunderts bewahrt. Der lange und schmale Raum, der über drei Joche von Kreuzrippengewölben überspannt wird, erhält sein Licht durch ein hohes Spitzbogenfenster im Süden. Die Schlusssteine der Kreuzrippen und die Wandkonsolen tragen Tier- und Menschenköpfe, aber auch Ornamente. Am Boden sind drei Grabsteine erhalten, und zwar für Volkmar von Niederthor († 1347), der der Schwager jenes Botsch war, der die Kapelle ausmalen ließ; für Leonhard von Völs-Colonna († 1530), der Landeshauptmann von Tirol war, und für Karl von Völs-Colonna († 1585).
Die Wandmalereien wurden 1915 entdeckt und ab 1935 fast vollständig freigelegt. Die Friese mit Pflanzenmustern in den Fenster- und Türlaibungen stammen noch aus der Bauzeit der Kapelle. Etwa um 1320 wurde eine Madonna mit Kind an der Ostwand geschaffen. Um 1330 entstand dann die vollständige Ausmalung im Auftrag des Sohnes von Giovannino de’ Rossi vom Boden bis zur Decke. An der Decke ist ein Sternenhimmel mit Rundmedaillons der Evangelistensymbole, der Kirchenväter und der Propheten zu sehen. An der schmalen Südwand ist in der Mitte der Schmerzensmann dargestellt, zu beiden Seiten Johannes der Täufer und Johannes der Evangelist, die die knienden Stifter empfehlen. Die Langwände sind jeweils durch gemalte Säulen in drei Bildfelder unterteilt. Es handelt sich um sechs Szenen aus dem Leben Johannes des Täufers und neun Szenen aus dem Marienleben an der Westwand, sechs Szenen aus dem Leben des Hl. Nikolaus und acht Szenen aus dem Leben von Johannes Evangelist an der Ostwand. Die schmale Nordwand stellt die Verkündigung an Maria und das Martyrium des Hl. Bartholomäus dar. Möglicherweise hat das Erdbeben von 1348 zu Schäden geführt, die zu neuen Ausmalungen führten, nämlich zu einem Schmerzensmann über der Tür der Ostwand und zu sechs Szenen aus dem Leben des Hl. Sebastian an der Ecke von Ost- und Nordwand. Die Wandmalereien sind das Werk von vier oder fünf Malern aus dem Veneto. Sie verarbeiten Einflüsse der Scrovegni-Kapelle in Padua von Giotto di Bondone und dessen Nachfolgern aus Verona. Durch die realistische und raumfüllende Darstellung veränderten sie die bisherige lineare frühgotische Malerei in Südtirol und trugen zur Hochblüte der gotischen Wandmalerei im Raum Bozen bei.

### Kreuzgang

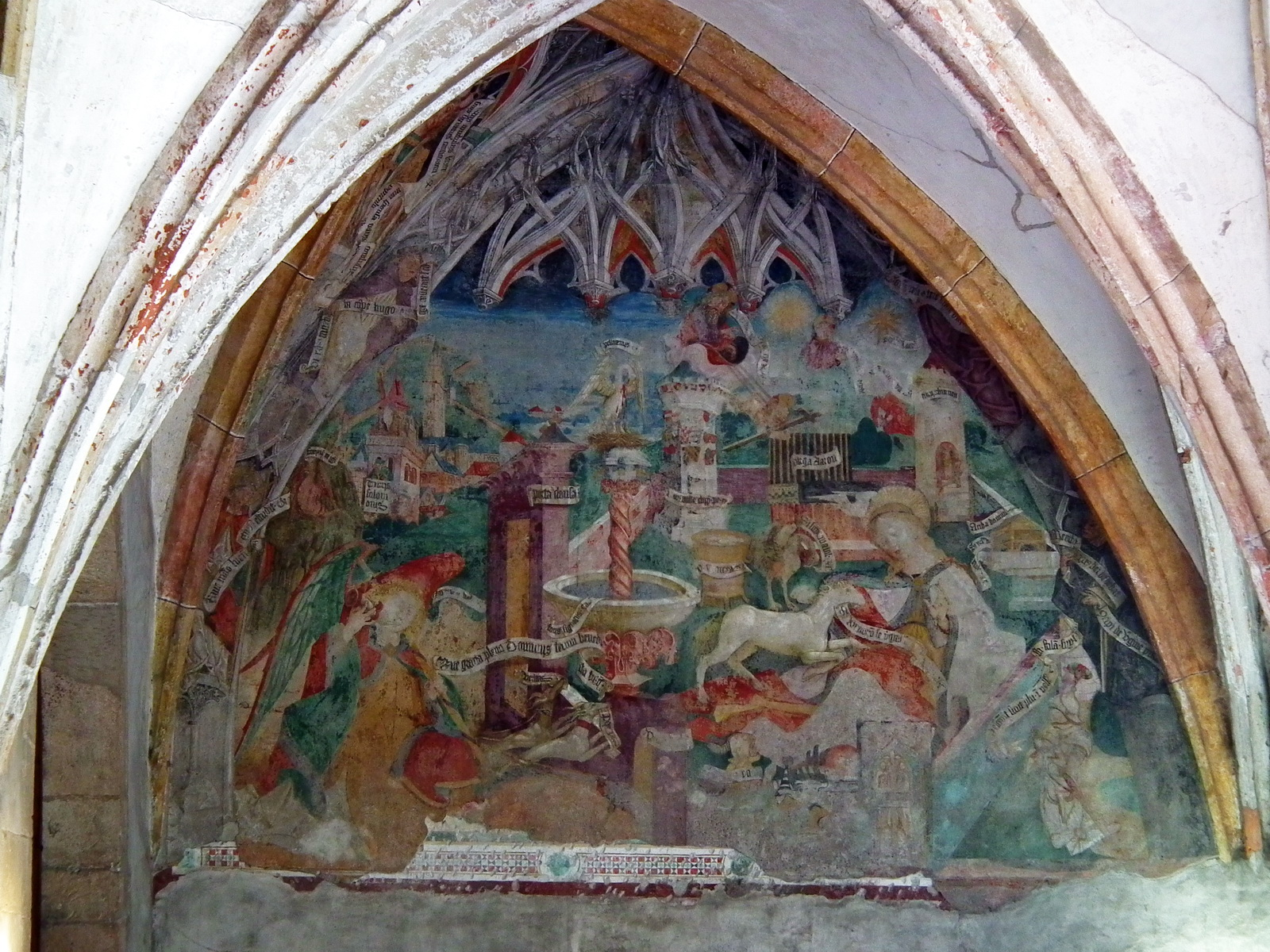
Fresken im Kreuzgang

Westlich der Johanneskapelle liegt der bereits 1308 erwähnte Kreuzgang, der schon vor seiner Einwölbung teilweise ausgemalt war. Die ältesten erhaltenen Bildfragmente befinden sich im Ostflügel nördlich der Tür zur Johanneskapelle und zeigen den Schmerzensmann mit dem Hl. Dominikus, das Schweißtuch der Veronika und zwei Stifterfiguren von 1329. Ebenfalls noch von der ersten Ausmalung stammen die Darstellungen des Ordensgründers Dominikus über der Tür zum Kapitelsaal, mit dem Finger am Mund Schweigen gebietend, daneben Thomas von Aquin, ein heiliger Bischof und die Hl. Katharina, der Muttergottes einen Stifter empfehlend.
Im späten 15. Jahrhundert wurde der Kreuzgang eingewölbt. Aus dieser Zeit stammen auch die Spitzbogenöffnungen des Innenhofs. Drei Seiten des Kreuzgangs wurden neu ausgemalt, die Nordseite blieb frei. Die bemalten 15 Arkaden zeigen Szenen aus dem Marienleben und aus der Passion Christi. In jeder Arkade ist ein großes Lünettenbild zu sehen mit zwei oder vier kleineren Bildern an den Gewölbefeldern, jeweils mit Szenen oder Texten aus dem Alten Testament, die typologisch dem Hauptbild entsprechen. Bedeutend sind vor allem sechs von Friedrich Pacher gemalte Arkaden, die dieser ab 1496 geschaffen hat. Weitere Arkaden stammen von Sylvester Müller, dessen Malerei zur süddeutschen Renaissance überleitet. Alle Fresken wurden erst 1950 freigelegt.

### Kapitelsaal
Der Kapitelsaal liegt südlich des Kreuzgangs und ist von dessen achter Arkade aus zu erreichen. Der quadratische Raum war ursprünglich flach gedeckt und erhielt im ausgehenden 15. Jahrhundert das Gewölbe, das von einer Mittelsäule gestützt wird. Es sind einige Reste der einstigen Bemalung von 1340 erhalten, wie ein Hl. Thomas von Aquin auf der Ostseite, ein Kruzifix auf der Südseite und das Martyrium der Hl. Katharina auf der Westseite.

### Katharinenkapelle
Ebenfalls sehr beachtliche Fresken finden sich in der Katharinenkapelle, die westlich des Kapitelsaals und südlich des Kreuzgangs liegt. In der Zeit der Säkularisation wurde die polygonale Apsis im 19. Jahrhundert abgebrochen, 1967 aber wieder rekonstruiert. Im 2. Viertel des 14. Jahrhunderts schufen zwei verschiedene Maler aus Padua die großartigen Wandmalereien, die Kindheit und Passion Christi, Szenen aus dem Leben der Hl. Katharina und das Jüngste Gericht darstellen. Der Maler des Jüngsten Gerichts und der christologischen Szenen lehnt sich eng an das Vorbild Giottos an, der Maler der Katharinenszenen folgt eher dem Vorbild der Johanneskapelle. Einige Szenen an der Westwand von Sylvester Müller, die ebenfalls Szenen aus dem Leben der Hl. Katharina zeigen, entstanden nach der Einwölbung kurz nach 1500.